# János Hunfalvy
János Hunfalvy (ur. 9 czerwca 1820 w Nagyszalók, dzisiejszy Veľký Slavkov (niem. Großschlagendorf), w ówczesnym komitacie Szepes, na Węgrzech, obecnie Słowacja; zm. 6 grudnia 1888 w Budapeszcie) – węgierski geograf, profesor uniwersytecki i członek (od 1859) Węgierskiej Akademii Nauk. Był bratem Pála Hunfalvyego – etnografa i językoznawcy.

## Życiorys
Urodził się w spiskoniemieckiej rodzinie, pochodzącej z Hunsdorfu (obecnie Huncovce na Słowacji), jako Johann Hunsdorfer. Dopiero później jego imię i nazwisko zostało zmadziaryzowane. Uczył się w liceum ewangelickim w Kieżmarku, następnie studiował w Miszkolcu i Eperjes (dzisiejszy Preszów). Studia uzupełniał w latach 1845–1846 na uniwersytetach w Berlinie i Tybindze.
W latach 1846–1851 był profesorem kieżmarskiego liceum ewangelickiego. W latach 1848–1849 był uczestnikiem powstania węgierskiego okresu Wiosny Ludów. Po jego upadku został w 1851 pozbawiony profesury i uwięziony. Po zwolnieniu osiadł w Peszcie, gdzie pracował jako redaktor gazet. W 1861 uzyskał posadę profesora geografii, historii i statystyki w tamtejszej Wyższej Szkole Technicznej. Od 1870 wykładał geografię i kierował katedrą geografii na uniwersytecie w Peszcie, zaś w 1887 został rektorem budapeszteńskiego uniwersytetu.
Swoje wycieczki i podróże opisywał w kilkunastu artykułach, część z nich dotyczy Tatr i ich okolic, np. A Dunajecz völgye (1856), Kirándulás a Tengerszem csúsára (1857) i Ujabb kirándulás a Tátrába. Hunfalvy był także autorem podręcznika geografii Węgier, w którym szeroko opisuje Tatry. W 1872 został opublikowany jego artykuł dotyczący klimatologii m.in. Orawy.
W tatrzańskim nazewnictwie niemieckim i węgierskim Hunfalvy został upamiętniony kilkoma nazwami, m.in. Wagi i Kotlinki pod Wagą. Upamiętniała go także nazwa Schroniska Hunfalvyego – drugiego z kolei schroniska w Dolinie Wielickiej istniejącego w latach 1878–1913. Hunfalvy został również uczczony nazwą jednej z budapeszteńskich ulic; w 1894 na jego rodzinnym domu w Wielkim Sławkowie odsłonięto tablicę pamiątkową, która jest tablicą wspólną na cześć jego i jego brata Pála. 24 października 2008 w ramach projektu miasta Kieżmark pt. Kežmarskí profesori, bratia Hunfalvovci, vedci európskeho formátu odsłonięta została na murach kieżmarskiego liceum tablica pamiątkowa poświęcona obu braciom. Następnego dnia podobną tablicę odsłonięto w pomieszczeniach urzędu gminnego w Wielkim Sławkowie.